# 趙延俊
趙延俊（：／，1937年—)，朝鲜民主主义人民共和国政治家，官至朝鮮勞動黨組織指導部第一副部長，是北韓現任最高領導人金正恩的親信。2017年至2019年曾担任朝鲜劳动党中央检查委员会委员长。

## 生平
趙延俊出生於咸鏡南道高原郡，後來在金日成綜合大學政治經濟系畢業。之後，他成為該大學的教職員。隨後，他被委任為咸鏡南道黨組織書記和黨中央委員會副部長。2012年1月，即金正恩僅成為最高領導人後一個月，趙延俊被提拔為勞動黨核心機構組織指導部的第一副部長。同年5月，他又任命為政治局候補委員，又時常陪同金正恩出席活動，因而被解讀為實權人物及金正恩的心腹。
2013年9月，趙延俊被金正恩邀請召開其家庭會議。報導指，在會上，過去一直有列席的姑父張成澤和姑媽金敬姬也沒有被請來，而趙延俊與金正恩商討了穩定政權的方案。同時，趙延俊又向金正恩提倡「二敵二開」的概念，即是要在國內外各建立一個敵人，又要放寬經濟管製，而趙延俊口中的國內敵人則為在2013年12月被處死的張成澤。因此，有分析相信趙延俊是肅清張成澤的主導者。
2014年3月，趙延俊在當屆的最高人民會議選舉中當選為代議員。2017年10月，他在在朝鲜劳动党第七届中央委员会第二次全体会议被選為中央检查委员会委员长。

## 資料來源
1. 1 2 3 4 5  "傳聞稱趙延俊建議把張成澤“作為內部敵人”肅清" 《中央日報》 2013 12 12
2. 1 2  "조연준 조직지도부 1부부장, 노동당 정치국 후보위원 선출" 《동아일보》 2012 4 18
3. ↑  朝代議員名單公佈 天安艦主謀再當選 的存檔，存档日期2014-03-12. 《朝鮮日報》中文版 2014 3 12
4. ↑  "朝鲜劳动党第七届中央委员会第二次全体会议公报" 《朝鮮中央通訊社》 2017-10-08